# Кяру (остановочный пункт)
Кя́ру (эст. Käru raudteepeatus) — остановочный пункт в посёлке Кяру на линии Таллин — Рапла — Вильянди. Находится на расстоянии 80 км от Балтийского вокзала.
На станции Лелле расположен низкий перрон и один путь. На станции останавливаются пассажирские поезда, следующие в Таллин, Тюри и Вильянди. Из Таллина в Кяру поезд идёт 1 час 24 минут, скорый — 1 час 17 минут.

## Фотогалерея

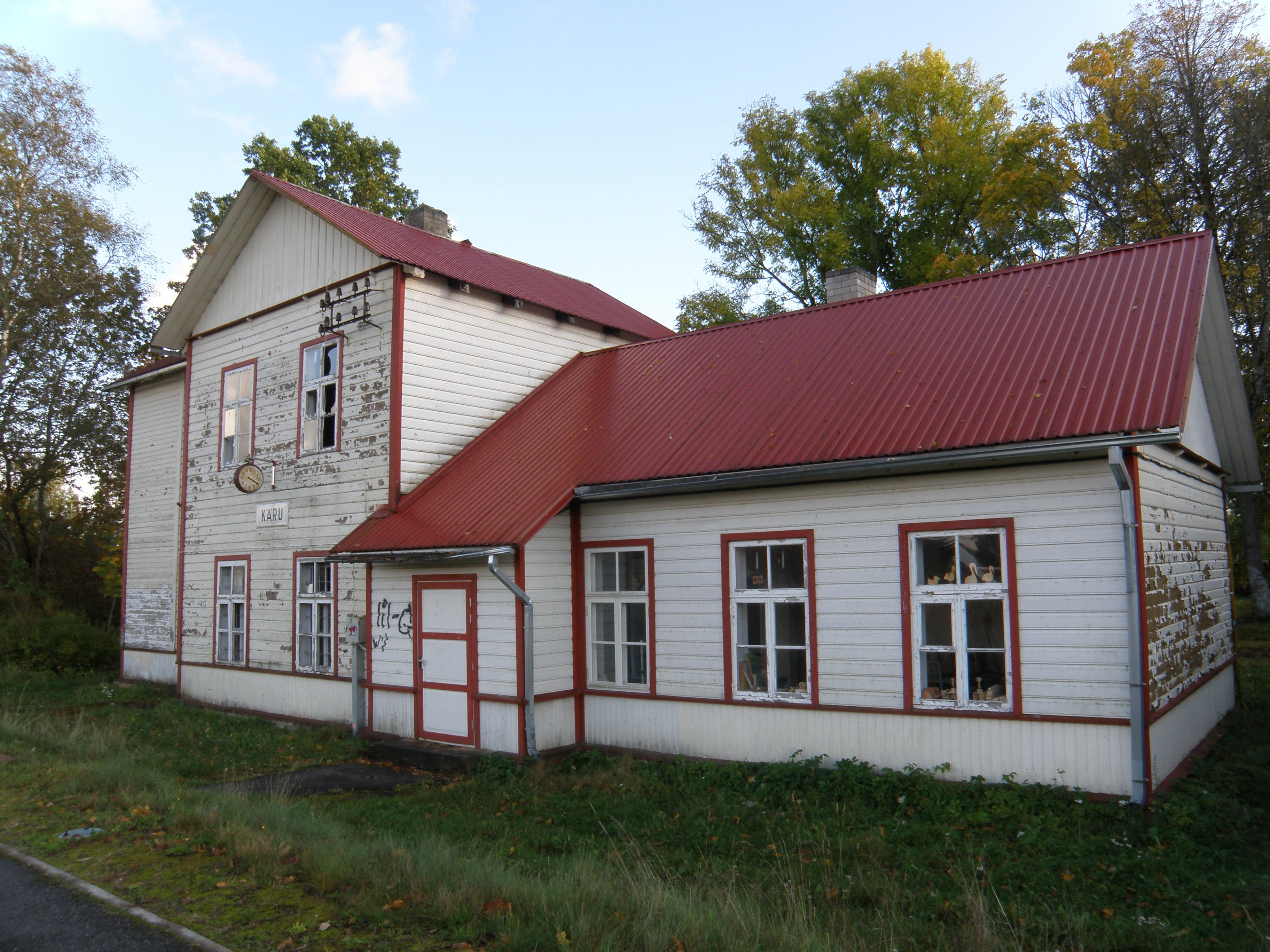
Бывший вокзал
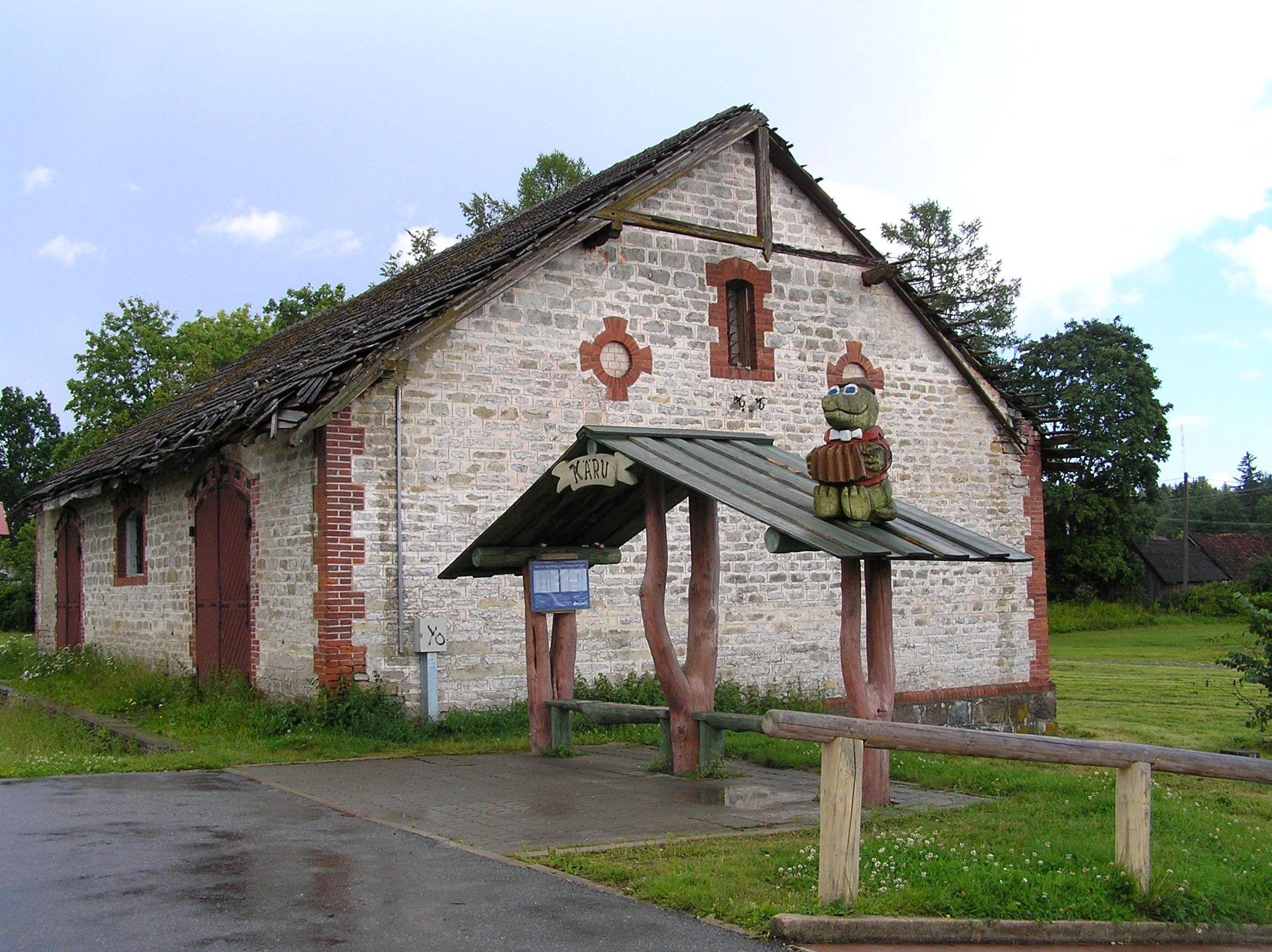
Место ожидания
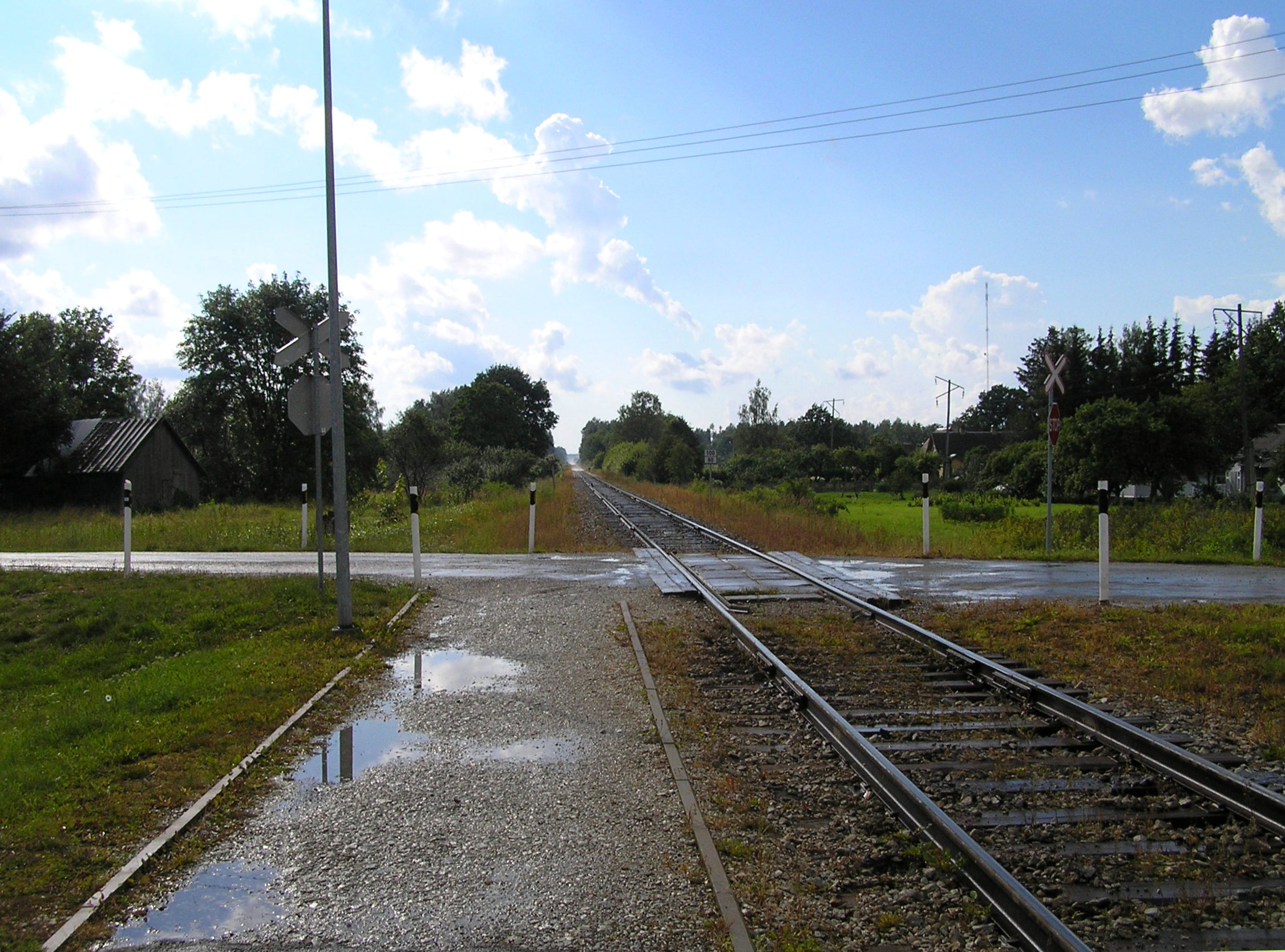
Вид в сторону Таллина

| На Таллин |      | На Вильянди |
| Лелле     | Кяру |             |
| Лелле     | Кяру | Тюри        |